# Michel Saint-Jean
Pour les articles homonymes, voir Saint-Jean.
Michel Saint-Jean est un distributeur de film et producteur de cinéma de films français, PDG de la société Diaphana.

## Biographie
En 1989, Michel Saint-Jean crée la société Diaphana. 
Dans les années 1990, il distribue des films de Ken Loach (Raining Stones, Ladybird) et de Mark Herman (Les Virtuoses, 1996), puis Marius et Jeannette de Robert Guédiguian, film qui connaît un grand succès. Il distribue les films de Manuel Poirier à partir de ... à la campagne (1995), puis produit Western (1997). 
Amateur de cinéma britannique, il distribue aussi en France des films de Mike Leigh ou Stephen Frears.
Ami de Ken Loach, il contribue en tant que distributeur au film Le vent se lève, qui obtient la Palme d'Or du festival de Cannes 2006.
En 2010, il fait partie des signataires d'une pétition adressée au ministre de la Culture, Frédéric Mitterrand : « Cinéma français : « M. Mitterrand, nous attendons votre signature »

## La société Diaphana
Elle est créée en 1989 par Michel Saint-Jean.
Elle comporte une division de production, Diaphana Films (171, rue du Faubourg Saint-Antoine), et une division de distribution, Diaphana Distribution (155 de la même rue).
Diaphana fait de l'édition vidéo depuis 2003.

## Filmographie (partielle)

### Cinéma
- 1997 : Western de Manuel Poirier
- 1998 : La Vie rêvée des anges d'Érick Zonca
- 1999 : C'est quoi la vie ? de François Dupeyron
- 2000 : À l'attaque ! de Robert Guédiguian
- 2000 : Harry, un ami qui vous veut du bien de Dominik Moll
- 2000 : Le Secret de Virginie Wagon
- 2000 : La ville est tranquille de Robert Guédiguian
- 2001 : Te quiero de Manuel Poirier
- 2001 : Les Âmes câlines de Thomas Bardinet
- 2003 : Rencontre avec le dragon de Hélène Angel
- 2004 : Mondovino de Jonathan Nossiter
- 2005 : Lemming de Dominik Moll
- 2005 : Le Passager d'Éric Caravaca
- 2006 : La Tourneuse de pages de Denis Dercourt
- 2007 : La Maison de Manuel Poirier
- 2008 : L'Empreinte de Safy Nebbou
- 2009 : Demain dès l'aube... de Denis Dercourt
- 2010 : Poetry (Shi) de Lee Chang-dong
- 2011 : Le Moine de Dominik Moll
- 2012 : Comme un homme de Safy Nebbou
- 2013 : Je fais le mort de Jean-Paul Salomé
- 2014 : Mr. Turner de Mike Leigh
- 2016 : Des nouvelles de la planète Mars de Dominik Moll
- 2021 : Chère Léa de Jérôme Bonnell

### Télévision
- 2016 : Tuer un homme d'Isabelle Czajka (téléfilm)

## Distinctions
- 2004 : Étoile d'or du distributeur de films.